# منشأة غربال
قرية منشاة غربال هي إحدى القرى التابعة لمركز دمنهور في محافظة البحيرة في جمهورية مصر العربية. حسب إحصاءات سنة 2006، بلغ إجمالي السكان في منشاة غربال 6235 نسمة، منهم 3200 رجل و3035 امرأة.